# Kibla

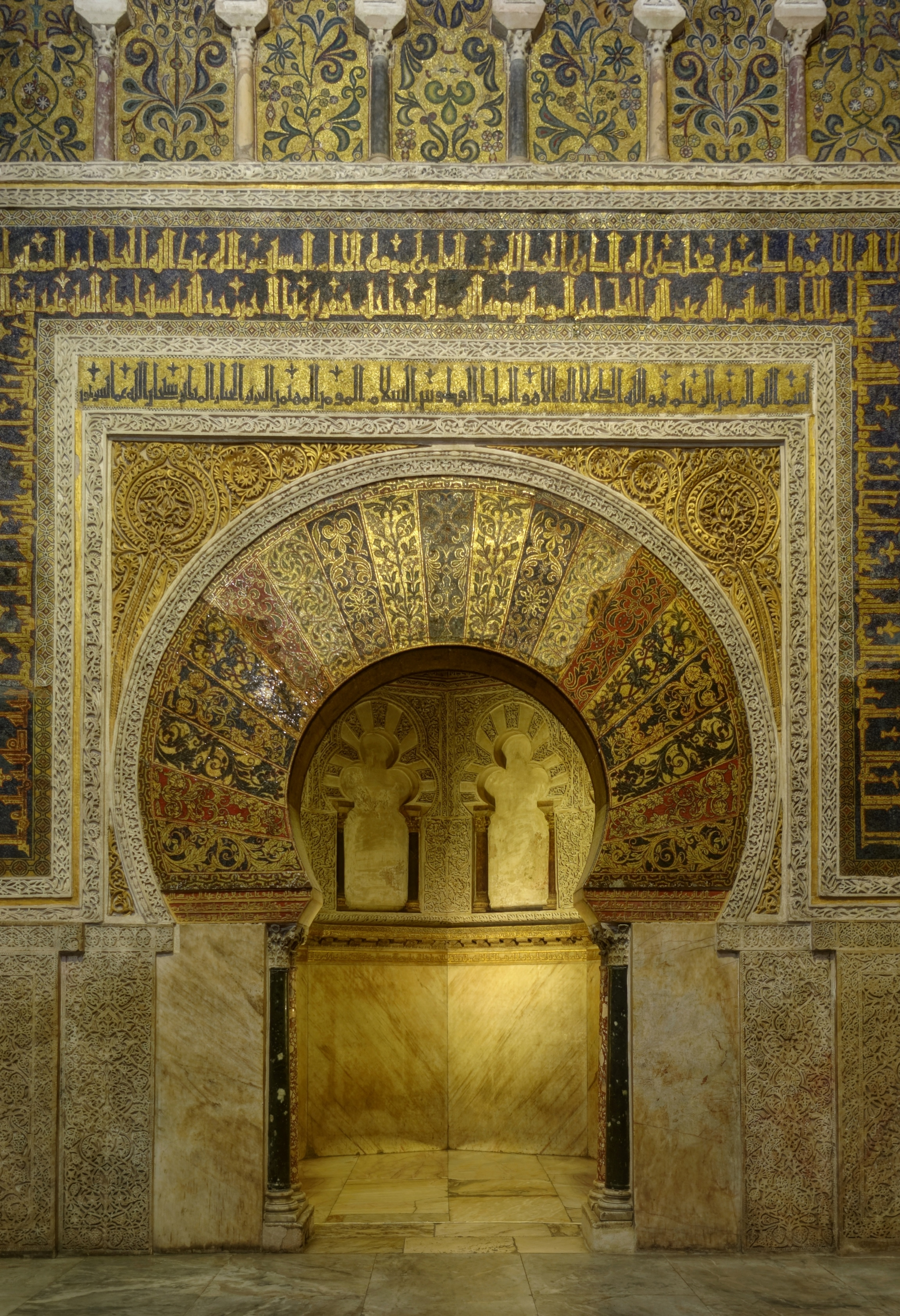
De mihrab ter bepaling van de kibla in de mezquita van Córdoba

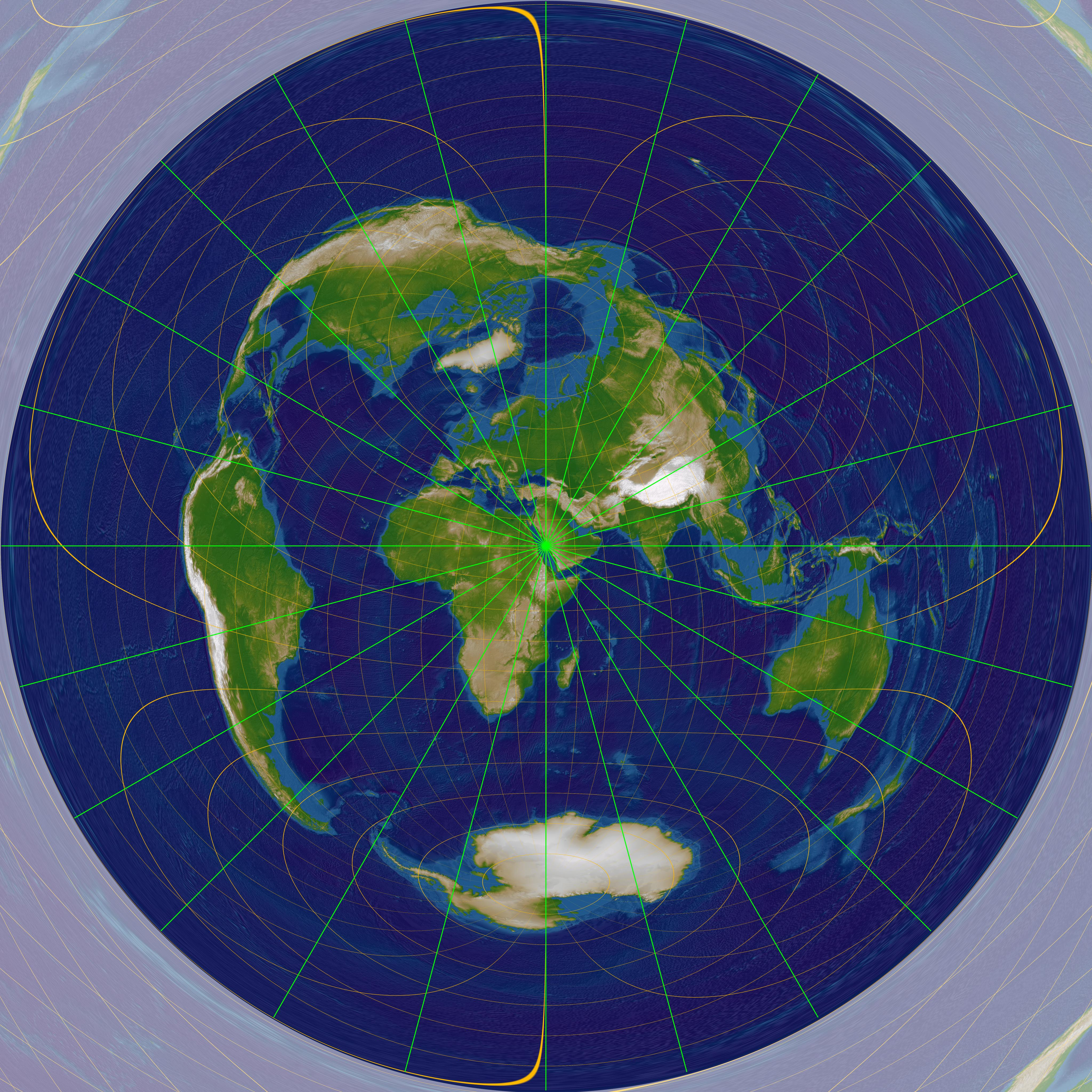
Wereldkaart die de kibla aangeeft

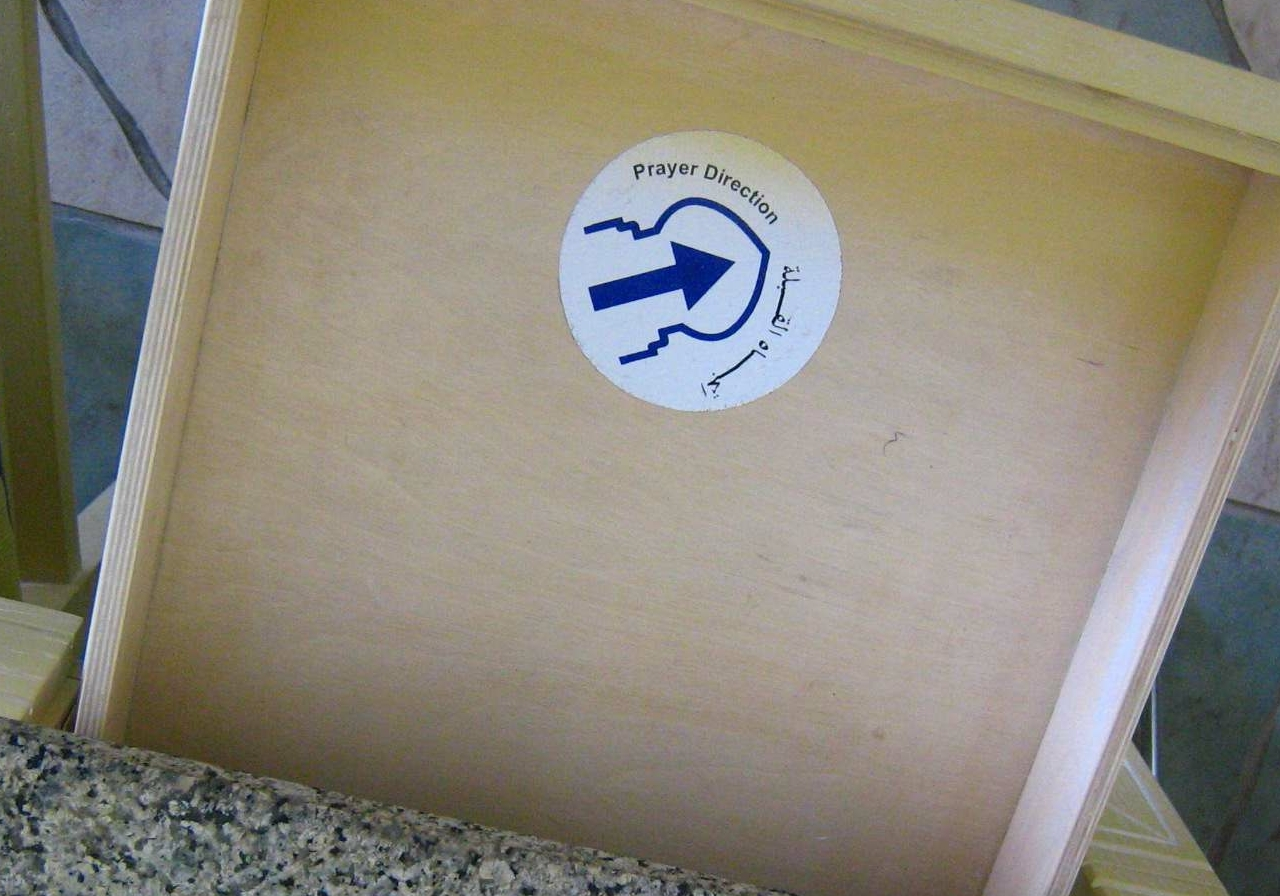
In een hotel in Egypte wordt de kibla aangegeven in een lade

De kibla (Arabisch: قبلة) is de gebedsrichting binnen de islam voor de salat. In een moskee is de mihrab een nis in een muur die die kibla aangeeft. Deze wand wordt zelf ook wel aangeduid als kibla.

## Gebedsrichting
Aanvankelijk werd richting Jeruzalem gebeden. Op grond van Soera De Koe 142-152 werd de gebedsrichting in 623 de Kaäba in Mekka.
In Nederland ligt de kibla tussen 123 en 129 graden; tussen zuidoost ten oosten en zuidoost een half oost. Men moet er rekening mee houden dat een kompas naar de geomagnetische noordpool wijst en niet naar de geografische noordpool. Bovendien is er in Nederland (RD-stelsel met meridiaanconvergentie) een afwijking tussen het kaartnoorden en het ware noorden dat afhankelijk van de plaats een afwijking vertoont van +1,5 tot -1,5 graden. Met name bij het vaststellen van de kibla voor moskeeën of wasruimtes voor de doden is dit belangrijk.
In Frans-Polynesië ligt een bewoond atol (Tematangi) dat bijna precies op de geografische antipode van Mekka ligt. Strikt genomen is daar iedere richting dan de juiste kibla. 
Voordat men met berekeningen de exacte kibla kon bepalen, gebruikten de verschillende moslimgemeenschappen al richtlijnen die vaak op eigen tradities teruggingen. Nadat men de mogelijkheid had om de kibla te berekenen, bleven sommige gemeenschappen vasthouden aan de eigen gebedsrichting, hoewel deze afweek van de nieuwe berekeningen.
Oudere moskeeën in Marokko zijn hierdoor doorgaans naar het zuidoosten georiënteerd, terwijl de berekende kibla oostwaarts ligt, tussen 85 en 99 graden. Javaanse moslims bleven, na hun vestiging in Suriname vanaf 1890 en hun nakomelingen na hun vestiging in Nederland vanaf 1975, in westelijke richting bidden. Op Java is de juiste richting van de kibla circa 295 graden en daar bleef men aan vasthouden.

## Andere aspecten
De kibla is ook belangrijk voor een aantal andere zaken. Zo dient men zijn of haar natuurlijke behoeften, urineren of defecatie, niet richting de kibla te verrichten. Beter is om een zijwaartse houding ten opzichte van de kibla aan te nemen. Over de vraag of men in deze gevallen de kibla wel de rug mag toekeren bestaat geen uitsluitsel binnen de moslimgemeenschap.
Verder wordt het aangeraden om te slapen op de rechterzij met het gezicht richting de kibla. Dit is ook de houding waarin men, indien mogelijk, zittend of liggend dient te sterven. In het graf wordt men eveneens in deze liggende houding gelegd.
Tijdens de dhabiha wordt het dier eveneens met de kop richting Mekka gedraaid.

## Hotels
In hotelkamers kan de kibla met een pijl of ander teken aangegeven zijn. Hoofddoel ervan is dat reizigers de gebedsrichting makkelijk kunnen vinden. De tekens kunnen op het plafond staan, op meubels of elders. In Saoedi-Arabië is zo'n teken verplicht en in andere landen met veel islamitische reizigers gebruikelijk.